# Hanna Soroka
Hanna Soroka –en ucraniano, Ганна Сорока– (5 de diciembre de 1987) es una deportista ucraniana que compitió en taekwondo. Ganó una medalla de oro en el Campeonato Europeo de Taekwondo, en la categoría de –51 kg.

## Palmarés internacional
| Campeonato Europeo | Campeonato Europeo | Campeonato Europeo | Campeonato Europeo |
| Año                | Lugar              | Medalla            | Categoría          |
| ------------------ | ------------------ | ------------------ | ------------------ |
| 2006               | Bonn (Alemania)    | Medalla de oro     | –51 kg             |